# Satz von Lax-Wendroff
Der Satz von Lax-Wendroff besagt, dass, falls die numerischen Lösungen einer hyperbolischen Erhaltungsgleichung konvergieren, sie gegen eine schwache Lösung der Gleichung konvergieren. Es handelt sich dabei um eine Aussage aus der numerischen Mathematik, die nach Peter Lax und Burton Wendroff benannt ist.

## Satz
Sei eine hyperbolische Erhaltungsgleichung mit Anfangswert {\displaystyle U_{0}} gegeben:
{\displaystyle {\begin{aligned}\partial _{t}U+\partial _{x}F(U)&=0,\\U(x,0)&=U_{0}(x),\end{aligned}}}
wobei {\displaystyle U\colon \mathbb {R} \times \mathbb {R} ^{+}\to \mathbb {R} ^{n}} die gesuchte Funktion und {\displaystyle F\colon \mathbb {R} ^{n}\to \mathbb {R} ^{n}} die exakte Flussfunktion ist. Die numerische Flussfunktion sei mit {\displaystyle {\tilde {F}}\colon \mathbb {R} ^{n}\times \mathbb {R} ^{n}\to \mathbb {R} ^{n}} gegeben. Des Weiteren muss gelten:
1. {\displaystyle {\tilde {F}}} sei konsistent: Für alle {\displaystyle V\in \mathbb {R} ^{n}} ist {\displaystyle {\tilde {F}}(V,V)=F(V)}.
2. {\displaystyle {\tilde {F}}} sei Lipschitz-stetig in jedem Argument.
3. die numerischen Approximationen {\displaystyle U_{\Delta t}} haben kompakten Träger und beschränkte Variation: {\displaystyle TV\left(U_{\Delta t}(\cdot ,t)\right)<\infty }.

Falls nun die numerischen Approximationen konvergieren:
{\displaystyle \|U_{\Delta t}-U\|_{L^{1}(\mathbb {R} \times \mathbb {R} ^{+})}\longrightarrow 0\quad {\textrm {mit}}\;\Delta t\rightarrow 0},
so ist {\displaystyle U} eine schwache Lösung des Anfangswertproblems.